# Домашнє насильство проти чоловіків

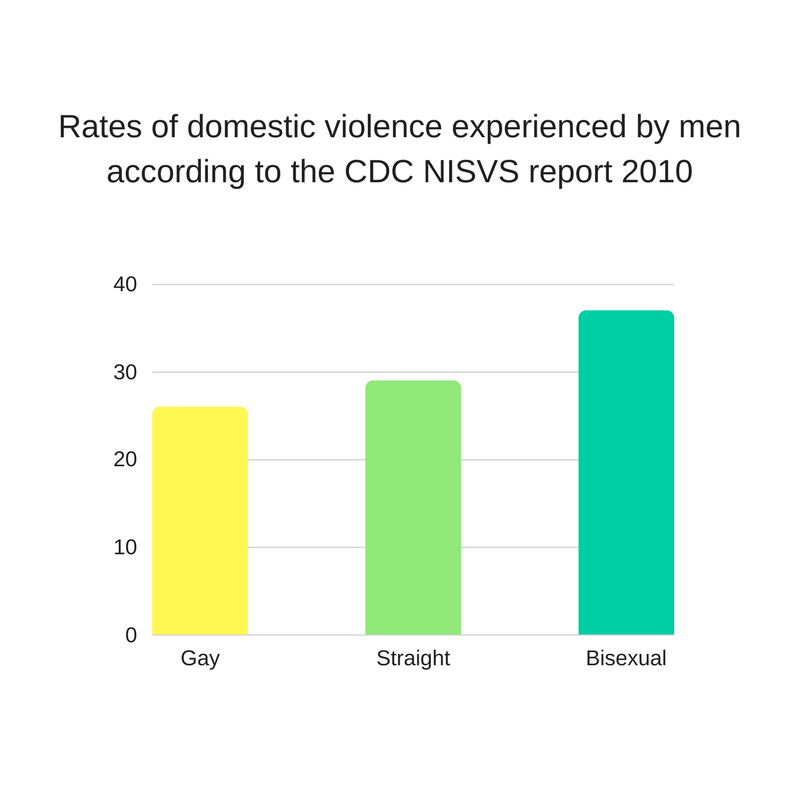
Рівень домашнього насильства, якого зазнали чоловіки, згідно зі звітом CDC NISVS за 2010 рік

Домашнє насильство щодо чоловіків —  насильство або інший фізичний ґвалт над чоловіками в сімейному оточенні, наприклад у шлюбі чи спільному житті. Як і домашнє насильство щодо жінок, насильство проти чоловіків може бути злочином, але закони залежать від юрисдикції. Чоловіки, які повідомляють про домашнє насильство, можуть зіткнутися з соціальною стигматизацією щодо уявної відсутності у них мачизму чи іншого приниження їхньої маскулінності.:6 Крім того, суспільство, як правило, менше визнає домашнє насильство проти чоловіків, ніж домашнє насильство проти жінок, що може служити додатковою перешкодою для чоловіків, які повідомляють про свою ситуацію.:1
Відносна поширеність насильства з боку інтимного партнера по відношенню до чоловіків порівняно з жінками викликає великі суперечки між дослідженнями. Жінки значно частіше постраждають або загинуть у випадках домашнього насильства. Деякі дослідники вважають, що правоохоронним органам може бути занижена кількість жертв-чоловіків. Як для чоловіків, так і для жінок домашнє насильство є одним із найбільш малозареєстрованих злочинів у світі.
Насильство проти чоловіків з боку інтимного партнера є суперечливою сферою досліджень, такі терміни, як гендерна симетрія, синдром побитого чоловіка та двонаправлене домашнє насильство, викликають багато дискусій. Лінії дискусії, як правило, потрапляють між двома основними полеміками. Перший із них стверджує, що вчені, які зосереджуються на насильстві, скоєному жінками, є частиною антифеміністської негативної реакції та намагаються підірвати проблему насильства, скоєного чоловіками, відстоюючи справу чоловіка, а не серйозну причину насильства жінки. Друга полеміка стверджує, що насильство проти чоловіків є значною проблемою та про неї не повідомляють, що дослідники домашнього насильства та науковці-феміністки ігнорують це, щоб захистити фундаментальні досягнення руху жінок, які потерпають від насильства, зокрема погляд, що жорстоке поводження з інтимним партнером є продовженням домінування патріархату, і що приховування насильства, скоєного жінками, ставить кривдника під загрозу майбутньої ескалації. Один з інструментів, який використовується для створення статистики щодо вчинення цієї проблеми, шкала тактики конфлікту, є особливо суперечливим.

## Поширеність

### Труднощі оцінки
Визначити рівень насильства з боку інтимного партнера (IPV) щодо чоловіків може бути важко, оскільки чоловіки можуть неохоче повідомляти про насильство або звертатися за допомогою.  Чоловіки, які стали жертвами насильства, можуть зіткнутися з такими соціально-культурними проблемами, як засудження однолітків, страх публічно визнати приналежність до гомосексуальності, поставити під сумнів їхню маскулінність.  Насильство з боку інтимного партнера проти чоловіків зазвичай менше визнається суспільством, ніж насильство з боку інтимного партнера проти жінок.:1 Для деяких чоловіків визнання того, що вони стали жертвами насильства з боку інтимного партнера, може бути схожим на визнання того, що вони не дотримуються встановленої соціальної ролі чоловіків, і може бути визнанням того, що вони не бажають або не можуть це зробити.
З іншого боку, багато жорстоких чоловіків охоче приймають ідентичність жертви. Наприклад, О. Джей Сімпсон часто називав себе «побитим чоловіком». У подібних випадках повідомлення про жертву насильства з боку інтимного партнера може призвести до того, що вони будуть наражати себе кривдниками. Деякі жертви-чоловіки бояться, що люди припустять, що жінка є справжньою жертвою і, ймовірно, діяла в рамках самооборони або помстилася за насильство.  
Дослідники продемонстрували певний ступінь соціокультурного сприйняття агресії жінок проти чоловіків на відміну від загального засудження агресії чоловіків проти жінок. Доведено, що насильство з боку інтимного партнера з боку чоловіка проти жінки викликає значно більше страху та серйозніших травм, ніж насильство з боку жінки над чоловіком. Це може призвести до того, що чоловіки не вважають себе жертвами та/або не усвідомлюють, що домашнього насильства, якого вони зазнають, є злочином.  
Деякі дослідження показали, що жінки, які нападають на своїх партнерів-чоловіків, з більшою ймовірністю уникнуть арешту, ніж чоловіки, які нападають на своїх партнерок , оскільки правоохоронні органи та суди зазвичай розглядають жінок, які вчинили насильство з боку інтимного партнера, як жертви. Таким чином, деякі чоловіки бояться, що якщо вони звернуться до поліції, їх визнають кривдниками та заарештують. 
Все одно, аналіз досліджень показує, що часто правова система не розглядає жінок, які застосовують насильство з боку інтимного партнера проти контрольованих партнерів-чоловіків, як жертв через високі гендерні очікування щодо жінки як «ідеальної жертви» та культурно поширений стереотип пасивності побитої жінки.
Статистичні дані вказують на те, що недоповідання є невідійманою проблемою насильства з боку інтимного партнера, незалежно від статі. Наприклад, в Англії та Уельсі в 1995 році «Дослідження міністерства внутрішніх справ 191», проведене як додаткове дослідження до British Crime Survey, повідомило про 6,6 мільйона випадків насильства з боку інтимного партнера за попередні дванадцять місяців у порівнянні з 987 000 виявлених випадків Обстеженням злочинності. Різниця між двома звітами полягала в тому, що Дослідження 191 було опитувальником випадкової репрезентативної вибірки людей, тоді як Дослідження злочинності отримувало свої цифри з досьє злочинів, тобто фактично зареєстрованих випадків насильства з боку інтимного партнера. Додаткові дослідження, проведені у 2001 році та починаючи з 2004 року, постійно фіксують значно вищі показники насильства з боку інтимного партнера (вчиненого як проти чоловіків, так і проти жінок), ніж стандартні дослідження злочинності. У звіті за 2010–2011 роки було виявлено, що хоча 27% жінок, які зазнали насильства з боку інтимного партнера, повідомили про це в поліцію, лише 10% чоловіків зробили це, і в той час, як 44% жінок повідомили в якусь професійну організацію, лише 19% чоловіків зробили це. У звіті 2005 року, підготовленому Національною радою з боротьби зі злочинністю в Республіці Ірландія, було підраховано, що 5% чоловіків, які зазнали насильства, повідомили про це владі, порівняно з 29% жінок.

### Оцінка віктимізації чоловіків
В Англії та Уельсі в 1995 році «Home Office Research Study 191» було опитано 10 844 особи (5 886 жінок і 4 958 чоловіків) віком від 16 до 59 років, виявивши, що протягом дванадцяти місяців, що передували опитуванню, 4,2% чоловіків мали досвід насильства з боку інтимного партнера. За життя цей показник збільшився до 14,9% чоловіків. З 6,6 мільйона випадків насильства з боку інтимного партнера в 1995 році 3,25 мільйона стосувалися чоловіків, причому 1 мільйон інцидентів призвели до травм. З 2004 року докладніші щорічні записи ведуться як додаткове дослідження, яке додається до щорічних звітів Міністерства внутрішніх справ про злочини в Англії та Уельсі. Ці звіти постійно фіксують значно вищі показники як чоловіків, так і жінок, які стали жертвами насильства з боку інтимного партнера, ніж стандартні дослідження злочинності. У випадку жертв-чоловіків цифри коливаються від високого 4,5% у 2007/2008  до найнижчого 3,1% у 2009/2010. У Республіці Ірландія звіт 2005 року, підготовлений Національною радою з боротьби зі злочинністю, показує, що 15% жінок і 6% чоловіків протягом свого життя зазнали жорстокого насильства з боку інтимного партнера, що дорівнює приблизно 213 000 жінок і 88 000 чоловіків. У поліційних записах Північної Ірландії за 2012 рік зазначено 2525 чоловіків, які стали жертвами домашнього насильства, що на 259 випадків більше, ніж у 2011 році. У 2018 році 19,3% зареєстрованих жертв домашнього насильства в Шотландії були чоловіками.
У Сполучених Штатах Національне дослідження насильства проти жінок, проведене Міністерством юстиції у 2000 році, опитало 16 000 осіб (8 000 чоловіків і 8 000 жінок) і виявило, що 7,4% чоловіків повідомили про фізичний напад з боку нинішньої або колишньої дружини, яка проживає спільно, партнера, хлопця/дівчину або людей з побачення за все життя. Крім того, 0,9% чоловіків повідомили, що зазнавали домашнього насильства торік, що дорівнює 834 732 чоловікам. У 2000 році Канадське загальне соціальне дослідження показало, що 7% чоловіків зазнавали насильства з боку інтимного партнера з 1994 по 1999 рік, тобто 549 000 чоловіків. Інше канадське загальне соціальне дослідження 2005 року показало, що 6% чоловіків зазнали насильства з боку інтимного партнера між 2000 і 2005 роками, тобто 546 000 чоловіків.  Дані щодо зґвалтувань у студентському кампусі, наприклад, дані Національного інституту психічного здоров’я та дослідження журналу Ms., показали, що рівень сексуального насильства серед чоловіків у коледжах США становить 1 із 7. У 2013 році Американський центр контролю та профілактики захворювань (CDC) виявив, що з вибірки 16 000 дорослих США 26% чоловіків-гомосексуалів, 37,3% чоловіків- бісексуалів і 29% чоловіків-гетеросексуалів стали жертвами насильства з боку інтимного партнера, порівняно з 43,8% лесбіянок, 61,1% бісексуальних жінок і 35% гетеросексуальних жінок. Директор CDC Том Фріден заявив: «Цей звіт свідчить про те, що лесбіянки, геї та бісексуали в цій країні страждають від сексуального насильства та переслідування з боку інтимного партнера». 
У Новій Зеландії двадцятиоднорічне дослідження Dunedin Multidisciplinary Health and Development Study, опубліковане у 1999 році, повідомив, що з вибірки з 1037 осіб 27% жінок і 34% чоловіків повідомили, що зазнали фізичного насильства з боку партнера, причому 37% жінки та 22% чоловіків повідомили, що вчиняли насильство з боку інтимного партнера. Також у Новій Зеландії у звіті Journal of Applied Social Psychology за 2009 рік оцінювалися вибірки студентів університету (35 жінок, 27 чоловіків), населення в цілому (34 жінки, 27 чоловіків) і учасників ув’язнених (15 жінок, 24 чоловіків), а також виявили, що 16,7% респондентів-чоловіків повідомили про фізичне насильство (12,9% для студентів і 15,4% для засуджених), тоді як 29,5% повідомили про двостороннє насильство (тобто обидва партнери вчиняють домашнє насильство) (14,5% для студентів і 51,3% для засуджених).
Міжнародне дослідження насильства під час побачень у 2006 році, яке вивчало насильство з боку інтимного партнера серед 13 601 студента у тридцяти двох країнах, виявило, що «приблизно чверть студентів і студенток фізично нападали на партнера протягом того року». Повідомляється, що 24,4% чоловіків зазнали незначного насильства з боку інтимного партнера, а 7,6% зазнали «жорстокого нападу».
У 2012 році було опубліковано два шведські дослідження, які показали, що чоловіки зазнавали IPV зі схожою частотою, ніж жінки: 8% на рік в одному дослідженні та 11% на рік в іншому.
У Сполученому Королівстві було проведено опитування, яке показало, що 9% чоловіків зазнали певної форми жорстокого поводження з боку партнера, що становить близько 1,4 мільйона чоловіків, включаючи переслідування, фізичне насильство та сексуальне насильство. Впливове дослідження в США показало, що жертви насильства з боку інтимного партнера часто отримують ляпаси, удари ногами, кулаками, їх хапають або душать їхні партнери. Все більше міжнародних досліджень показали, що чоловіки та жінки зазнають насильства з боку інтимного партнера в приблизно однакових пропорціях. Прикладом може бути нещодавнє опитування національного статистичного агентства Канади яке дійшло висновку, що «рівна частка чоловіків і жінок, які повідомили, що стали жертвами подружнього насильства протягом попередніх 5 років (4% відповідно)». Згадані опитування показали, що невелика частка чоловіків (менше ніж 20% жертв) розповість поліції або медичному працівнику про свою віктимізацію. Можливо, це пов’язано з обґрунтованими побоюваннями, що влада їх буде зневажати, висміювати або їм не вірити. У нещодавній дослідницькій роботі доктора Елізабет Бейтс з Університету Камбрії було виявлено, що основний досвід жертв насильства з боку інтимного партнера полягає в тому, що «ніхто ніколи мені не повірить». Одна жертва зазначила: «Я сказала друзям, вони сміялися, а інша заявила... поліція, вони сміялися». Сміх є звичайною реакцією на чоловіків, які стали жертвами насильства з боку інтимного партнера.

## Гендерна симетрія

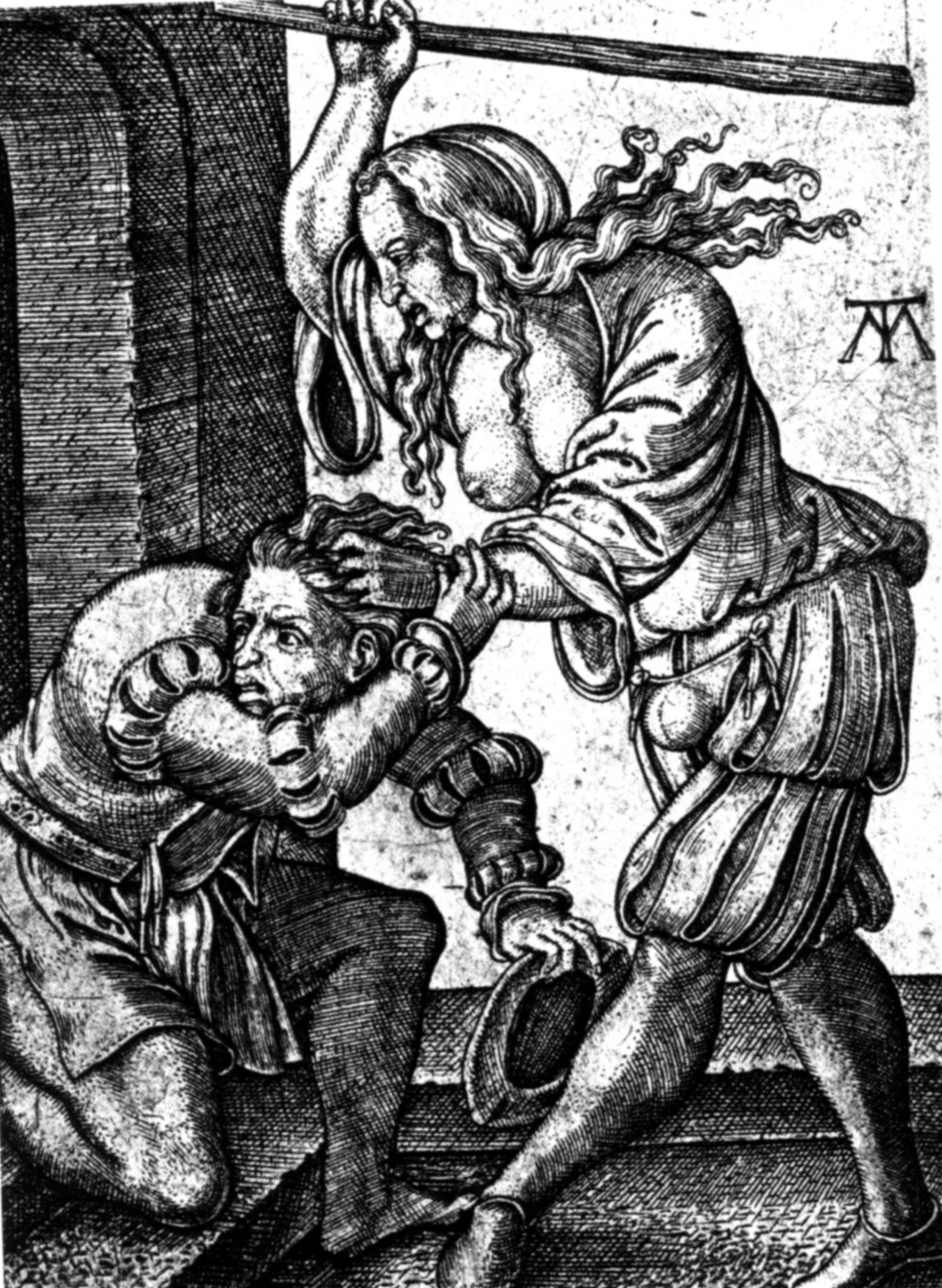
Картина «Femme battant son mari» художника Альбрехта Дюрера

Теорію про те, що жінки вчиняють насильство з боку інтимного партнера приблизно так само, як і чоловіки, назвали «гендерною симетрією». Найперші емпіричні докази гендерної симетрії були представлені в Національному дослідженні насильства в сім’ї США 1975 року, яке провели Мюррей А. Страус і Річард Дж. Геллес на національно репрезентативній вибірці з 2146 «неушкоджених сімей». Опитування показало, що 11,6% жінок і 12% чоловіків зазнавали будь-якого насильства з боку інтимного партнера протягом останніх дванадцяти місяців, також 4,6% чоловіків і 3,8% жінок зазнавали «жорстокого» насильства з боку інтимного партнера. Ці несподівані результати змусили Сюзанну К. Штайнмец у 1977 році ввести суперечливий термін «синдром побитого чоловіка». З моменту публікації висновків Штрауса та Геллеса інші дослідники домашнього насильства сперечаються, чи дійсно існує гендерна симетрія та як відрізнити жертву від насильника.
З 1975 року численні інші емпіричні дослідження виявили докази гендерної симетрії у насильстві з боку інтимного партнера. Наприклад, у Сполучених Штатах Національне дослідження коморбідності 1990-1992 років виявило, що 18,4% чоловіків і 17,4% жінок зазнавали незначного насильства з боку інтимного партнера, а 5,5% чоловіків і 6,5% жінок зазнавали серйозного насильства з боку інтимного партнера. В Англії та Уельсі дослідження «Home Office Research Study 191» за 1995 рік виявило, що за дванадцять місяців до опитування 4,2% чоловіків і жінок віком від 16 до 59 років зазнали насильства з боку близьких. Канадське загальне соціальне дослідження 2000 року показало, що з 1994 по 1999 рік 4% чоловіків і 4% жінок зазнавали насильства з боку інтимного партнера у стосунках, у яких вони все ще були залучені, 22% чоловіків і 28% жінок зазнавали інтимних стосунків. насильства з боку партнера у стосунках, які вже закінчилися, і 7% чоловіків і 8% жінок зазнавали насильства з боку інтимного партнера в усіх стосунках, минулих і теперішніх.  Канадське загальне соціальне дослідження 2005 року, яке розглядає 1999–2004 роки, виявило схожі дані; 4% чоловіків і 3% жінок зазнавали насильства з боку інтимного партнера у стосунках, у яких вони все ще були залучені, 16% чоловіків і 21% жінок зазнавали насильства з боку інтимного партнера у стосунках, які вже закінчилися, і 6% чоловіків і 7% жінок зазнавали насильства з боку інтимного партнера в усіх стосунках, минулих і теперішніх. 
Особливо суперечливим аспектом дискусії про гендерну симетрію є поняття двостороннього або взаємного насильства з боку інтимного партнера (тобто коли обидві сторони вчиняють насильницькі акти одна проти одної). Висновки щодо двонапрямного насильства є особливо суперечливими, тому що, якщо їх прийняти, вони можуть підірвати одну з найбільш часто цитованих причин інтелектуального сексуального насилля жінками; самозахист від контролюючого партнера-чоловіка. Попри це, багато досліджень виявили докази високого рівня двонаправленості у випадках, коли жінки повідомляли про насильство з боку інтимного партнера. Наприклад, соціальна активістка Ерін Піцці, яка заснувала перший жіночий прихисток у Великій Британії в 1971 році, виявила, що 62 із перших 100 жінок, які потрапили до центру, були «схильні до насильства» і були такими ж жорстокими, як і чоловіки, яких вони залишали. Національне дослідження насильства в сім’ї 1975 року показало, що 27,7% випадків насильства з боку інтимного партнера було скоєно одні чоловіками, 22,7% одні жінки та 49,5% були двосторонніми. Щоб протистояти твердженням про те, що звітні дані були спотворені, було проведено опитування лише серед жінок, у яких жінок просили самостійно повідомляти, що призвело до майже ідентичних даних. Національне опитування насильства в сім’ї 1985 року виявило, що 25,9% випадків домашнього насильства проти інтимного партнера скоєно лише чоловіками, 25,5% — одні жінки, а 48,6% були двосторонніми. Дослідження, проведене у 2007 році Деніелом Дж. Вітакером, Тадессом Хейлієсусом, Монікою Сван і Ліндою С. Зальцман, серед 11 370 гетеросексуальних дорослих американців віком від 18 до 28 років, виявило, що 24% усіх стосунків мали насильство. З цих стосунків 49,7% з них мали взаємне насильство. У стосунках без взаємного насильства жінки скоїли 70% усіх випадків насильства. Також чоловіки частіше наносили травми, ніж жінки.
У 1997 році Філіп В. Кук провів дослідження за участю 55 000 військовослужбовців Збройних сил Сполучених Штатів, виявивши двонаправленість у 60-64% випадків насильства з боку інтимного партнера, як повідомляли чоловіки, так і жінки. Національне довгострокове дослідження здоров’я підлітків 2001 року виявило, що 49,7% випадків насильства з боку інтимного партнера було взаємним, а 50,3% – невзаємним. При аналізі даних, наданих лише чоловіками, 46,9% випадків були взаємними, а 53,1% – невзаємними. При аналізі даних, наданих лише жінками, 51,3% випадків були взаємними, а 49,7% – невзаємними. Загальні дані показали, що 70,7% випадків невзаємного насильства з боку інтимного партнера було скоєно лише жінками (74,9%, коли повідомляли чоловіки; 67,7% коли повідомляли жінки), а 29,3% були скоєні лише чоловіками (25,1% коли повідомляли чоловіки; 32,3%, якщо повідомили жінки). Міжнародне дослідження насильства на побаченнях, проведене у 2006 році у тридцяти двох країнах, «виявило переважну кількість доказів того, що двонапрямне насильство є переважливою моделлю вчинення; і це... вказує на те, що етіологія інтелектуального сексуального партнерства здебільшого однакова для чоловіків і жінок». Опитування показало, що «будь-яке фізичне насильство» становить 31,2%, з яких 68,6% було двонапрямним, 9,9% було скоєно лише чоловіками та 21,4% лише жінками. Для тяжких нападів було виявлено 10,8%, з яких 54,8% були двосторонніми, 15,7% вчинені лише чоловіками та 29,4% лише жінками.
У 2000 році Джон Арчер провів метааналіз вісімдесяти двох досліджень IPV. Він виявив, що «жінки дещо частіше, ніж чоловіки, вживали один або кілька актів фізичної агресії та вдавалися до таких актів частіше. Чоловіки частіше завдавали травми, і загалом 62% постраждалих від партнера були жінками». Навпаки, Міністерство юстиції США виявило, що жінки становлять 84% жертв жорстокого поводження з боку подружжя та 86% жертв насильства з боку хлопця чи дівчини. 
Як зазначають Фіберт і Арчер, хоча числовий підрахунок фізичних дій у цих дослідженнях виявило однакові показники насильства з боку інтимного партнера серед чоловіків і жінок, а також високі показники двонаправленості, серед дослідників існує загальна згода, що насильство проти чоловіків є більш серйозним це явище, перш за все, але не виключно, тому що чоловіче насильство, як правило, завдає більшої психологічної та фізичної шкоди, ніж жіноче. Насильство проти чоловіків завдає травм приблизно в шість разів більше, ніж проти жінок. Жінки також мають більше шансів бути вбитими своїми партнерами-чоловіками, ніж навпаки (за даними Міністерства юстиції США, 84% вбивств подружжя роблять жінки)  та загалом жінки частіше вбиваються своїми чоловіками. ніж усі інші типи нападників разом узяті. Стосовно цього Мюррей А. Страус писав: «Хоча жінки можуть нападати на своїх партнерів приблизно так само, як і чоловіки, через більшу фізичну, фінансову та емоційну травму, яку зазнають жінки, вони є переважними жертвами. Отже, першочерговим пріоритетом у наданні послуг жертвам, а також у профілактиці та боротьбі з нападами чоловіки повинні залишатися».
З 2010 по 2012 рік дослідники домашнього насильства зі США, Канади та Великої Британії створили найбільшу у своєму роді базу даних The Partner Abuse State of Knowledge, яка охоплює 1700 рецензованих досліджень. Серед його висновків:
- Більше жінок (23%), ніж чоловіків (19,3%), хоча б раз у житті зазнавали насильства.
- Рівень насильства з боку жінок вищий, ніж з боку чоловіків (28,3% проти 21,6%).
- Чоловічі та жіночі IPV вчиняються з однакових мотивів.
- Але дослідження, що порівнюють чоловіків і жінок за мотивом влади/контролю, загалом мають неоднозначні результати.

В огляді 2013 року досліджувалися дослідження на п’яти континентах і взаємозв’язок між рівнем гендерної нерівності в країні та рівнем домашнього насильства. Автори виявили, що коли жорстоке поводження з партнером визначається широко, включаючи емоційне насильство, будь-які удари, і хто б’є першим, жорстоке поводження з партнером є відносно рівномірним. Вони також заявили, що якщо перевірити, хто зазнав фізичних ушкоджень і наскільки серйозно, висловлює більше страху та відчуває подальші психологічні проблеми, домашнє насильство значною мірою гендерно впливає на жінок як жертв.

### Масштаб конфліктної тактики
У огляді дослідження 2002 року, яке надає докази гендерної симетрії, Майкл Кіммел зазначив, що понад 90% «систематичного, постійного та шкідливого» насильства скоюють чоловіки. Він особливо критикував той факт, що більшість емпіричних досліджень, розглянутих Фібертом і Арчером, використовували шкалу тактики конфлікту (CTS) як єдину міру домашнього насильства, і що в багатьох дослідженнях використовувалися вибірки, які повністю складалися з самотніх людей під контролем тридцятирічного віку, на відміну від старших подружніх пар. Хоч те, що CTS є найбільш широко використовуваним інструментом вимірювання домашнього насильства у світі, він також є одним із найбільш критикованих інструментів через виключення контекстних змінних, неможливість вимірювання системного насильства та мотиваційних факторів у розумінні актів насильства. Наприклад, Національний інститут юстиції застерігає, що CTS може взагалі не підходити для дослідження насильства з боку інтимного партнера, «оскільки він не вимірює контроль, примус або мотиви тактики конфлікту».

Кіммел стверджує, що CTS особливо вразливий до упередженого звітування, оскільки він залежить від того, чи потрібно людям точно згадувати та чесно повідомляти про інциденти, які мали місце до року тому. Навіть Страус визнав, що дані вказують на те, що чоловіки схильні недооцінювати застосування насильства, а жінки схильні переоцінювати застосування насильства. «Він намагається контролювати це, вивчаючи повідомлення лише від жінок. Проте це не виправляє упередженості, оскільки жінки також схильні недооцінювати застосування насильства чоловіками. Крім того, як чоловіки, так і жінки схильні переоцінювати застосування насильства жінками. Очікується насильство з боку чоловіків, тому про це не повідомляється; насильства з боку жінок не очікується, тому це помітно та про це повідомляється» Таким чином, чоловіки будуть переоцінювати свою віктимізацію та недооцінювати свої злочини, тоді як жінки недооцінюватимуть свою віктимізацію та переоцінювати свої злочини. Барбара Дж. Морс і Малкольм Дж. Джордж представили дані, які свідчать про те, що чоловіки недооцінюють насильство з боку свого партнера частіше в дослідженнях на основі CTS, ніж переоцінюють. Лінда Келлі зазначила, що навіть якщо розділити дані, надані дослідженнями на основі CTS, на дані чоловіків і жінок (наприклад, у Національному довгостроковому дослідженні здоров’я підлітків 2001 року), рівень насильства з боку інтимного партнера, вчиненого жінками, залишається приблизно на тім же рівні. Подовжнє дослідження Данідіна опитало обох партнерів, щоб перевірити навмисне упередження учасників, але виявило високий ступінь кореляції між двома партнерами. Дійсно,
Всупереч очікуванням, згода між партнерами не змінювалася в залежності від статі кривдника або від типу образливої поведінки.
Р. Емерсон Добаш і Рассел П. Добаш також критикували CTS, стверджуючи, що неправильно ототожнювати насильство з боку інтимного партнера чоловіка та насильство з боку інтимного партнера жінки. Вони ставлять під сумнів методологію, що лежить в основі CTS, отримані з неї дані та теоретичну базу, яку використовують дослідники, які її відстоюють, стверджуючи, що чоловіча агресія набагато серйозніша, ніж жіноча, і їх не слід вимірювати одним і тим же інструментом. масштаб. Такий підхід унеможливив би порівняння чоловічої та жіночої агресії, оскільки не було б загального вимірювання.
Інший критик, Керсті Юлло, вважає Штрауса та тих, хто використовує CTS, відповідальними за те, що вони завдали шкоди здобуткам жіночого руху, що постраждали, випустивши свої висновки на «ринок ідей». Вона стверджує, що як соціологи, які прагнуть покінчити з домашнім насильством, вони повинні були передбачити суперечки, які викличе така статистика, і потенційну шкоду, яку вона може завдати жінкам, які зазнали побоїв.  Подібним чином Ненсі Вустер посилається на дослідження, які знаходять докази гендерної симетрії та високого рівня двоспрямованості як частину «антифеміністської негативної реакції », стверджуючи, що дослідження, які використовують CTS, демонструють «обмеження та небезпеку гендерно-нейтрального підходу до анти -насильницька робота». 
Штраус стверджує, що для жінок більш шкідливо намагатися розв'язувати проблему домашнього насильства без належної стратегії, заснованої на фактах: «Дослідження показує, що це так зване нешкідливе насильство з боку жінок, тому що метааналіз Стіта та його колег у 2004 році виявили, що вчинення жінкою насильства було найсильнішим провісником того, що вона стане жертвою насильства з боку партнера».
Штраус відповів на критику CTS, стверджуючи, що його керують радикальні феміністки, яким неприємні будь-які докази того, що жінки можуть бути такими ж жорстокими, як і чоловіки, оскільки це підриває їхню віру в те, що насильство з боку інтимного партнера є продовженням бажання чоловіків підпорядкувати собі жінок; «Одне з пояснень заперечення доказів гендерної симетрії полягає в захисті фемінізму в цілому. Це пов’язано з тим, що ключовим кроком у спробах створити рівноправне суспільство є визнання шкоди, яку завдає патріархальна система. Усунення патріархату як основної причини IPV послаблює драматичний приклад шкідливих наслідків патріархату» Страус також зазначає, що, всупереч критичному ставленню до CTS, численні дослідники-феміністки використовують його для власних досліджень, і що саме дослідження, засновані на CTS, вперше проілюстрували та привернули увагу громадськості до масштабів проблеми побитих жінок у 1970-х роках.

## Синдром побитого чоловіка
Найбільш суперечливим аспектом насильства, скоєного жінками з боку інтимного партнера, є теорія «синдрому побитого чоловіка». У відповідь на результати Національного дослідження насильства в сім’ї США в 1975 році Сюзанна К. Штайнметц написала статтю в 1977 році, в якій вона ввела цей термін як корелятив до «синдрому побитої дружини». Штайнмец провела кілька емпіричних досліджень перед написанням своєї статті. Використовуючи широку нерепрезентативну вибірку з п’ятдесяти чотирьох пар, Штайнметц виявив насильство з боку інтимного партнера, вчинене чоловіками, на рівні 47%, а насильство з боку інтимного партнера – на рівні 43%. Крім того, вона виявила, що хоча 39% чоловіків кидали предмети, 31% дружин робили те саме; 31% чоловіків штовхали або штовхали свого партнера, порівняно з 32% дружин; 20% чоловіків били своїх дружин, 20% дружин били своїх чоловіків; 10% чоловіків били своїх дружин предметом, 10% дружин били своїх чоловіків предметом. В іншому дослідженні, використовуючи вибірку п’ятдесяти двох канадських студентів коледжу, Штайнметц виявив, що 23% інтимного сексуального насилля вчиняють чоловіки, а насильство з боку інтимного партнера – 21%. Подальше дослідження показало, що 21% чоловіків і дружин кидали предмети; 17% чоловіків штовхали або штовхали, порівняно з 13% дружин; 13% чоловіків били своїх дружин, 13% дружин били своїх чоловіків; 10% чоловіків били своїх дружин предметом, 12% дружин били своїх чоловіків предметом:501–503. У третьому дослідженню, використовуючи випадкову вибірку з дев’яноста чотирьох осіб, Штайнметц виявив, що насильство з боку інтимного партнера з боку чоловіків становить 32%, а насильства з боку інтимного партнера – 28%. Подальше дослідження виявило, що 31% чоловіків кидали предмети порівняно з 25% дружин; 22% чоловіків штовхали або штовхали, порівняно з 18% дружин; 17% чоловіків били своїх дружин, 12% дружин били своїх чоловіків; 12% чоловіків били своїх дружин предметом, 14% дружин били своїх чоловіків предметом
Ці висновки привели Стейнмеца до висновку, що насильство з боку інтимного партнера було приблизно взаємним між чоловіками та дружинами, з однаковим рівнем навмисності між чоловіками та жінками; «жінки так само схильні вибирати фізичний конфлікт для вирішення подружнього конфлікту, як і чоловіки... жінки мають потенціал для вчинення актів насильства, і за певних обставин вони здійснюють ці дії».:505 За словами Малькольма Дж. Джорджа, стаття Штайнмеца «становила собою відправну точку та суперечливий виклик поширеній точці зору про, здавалося б, універсальність жіночої вразливості перед обличчям чоловічої гегемонії, яку викрили випадки побитих дружин».
Колега Штайнмеца, Річард Дж. Геллес, у своїй публічній відповіді «Домашнє насильство: нерівне поле для гри» публічно звернувся до плутанини, спричиненої дослідженнями та групами захисту прав батьків «значним спотворенням» даних, «Справді, чоловіків б’ють їхні дружини, вони поранені, а деякі гинуть. Але чи всіх чоловіків б'ють жінки? Ні. Чоловіки, які б’ють своїх дружин, які використовують емоційне насильство та шантаж, щоб контролювати своїх дружин, а потім зазнають ударів або навіть шкоди, не можуть вважатися побитими чоловіками. Побитий чоловік — це той, кому дружина або партнер завдали фізичних ушкоджень і не завдавали їй фізичних ударів і не провокували її психологічно»
Твердження Штайнмеца у її статті та використання нею виразу «синдром побитого чоловіка», зокрема, викликали багато суперечок, багато вчених критикували недоліки дослідження в її роботі. Зокрема, її критикували за те, що вона не розрізняла вербальну та фізичну агресію, а також між навмисністю та дією (бажання вдарити вважалося тим самим, що й справді вдарити). Наприклад, Девід Фінкелгор стверджує, що методологія Штайнмеца була неприпустимо ненауковою. Він стверджує, що її робота розглядає все насильство як принципово схоже; немає різниці між чоловічим і жіночим насильством, насильством над дитиною і насильством над дружиною, наприклад, мати б’є дитину, а батько ламає матері ребра. Фінкельгор вважає це особливо важливим, оскільки воно не дозволяє розрізняти постійне системне насильство та разове насильство, або між дисциплінуванням дитини та побиттям партнера. 

## Причини IPV, спричиненого жінками
Лінда Келлі пише, що «визнаючи, що жінки дійсно беруть участь в актах домашнього насильства, застосування насильства жінками виправдовується як самозахист — рятівна реакція жінок, які піддаються фізичному нападу з боку їхніх партнерів-чоловіків. Розвиток синдрому побитої жінки як захисту від злочинів, скоєних проти партнерів-чоловіків, включаючи вбивство, свідчить про широке визнання використання жінкою насильства як самозахисту». Теорія полягає в тому, що коли жінки вчиняють насильство з боку інтимного партнера, це, ймовірно, виправдано, оскільки вони раніше були жертвами, а отже, чоловік був «основним агресором». Таким чином, насильницька поведінка жінки зумовлена її походженням як жертви. Хуан Карлос Рамірес пояснює, що враховуючи суспільно прийняту модель жіночності як підкорення, пасивності та зречення, будь-яка поведінка, яка не відповідає цьому стереотипу, сприйматиметься надмірно як ненормальна та насильницька. Таким чином, жінок сприйматимуть як непропорційно агресивних, навіть якщо вони просто захищаються.
Численні дослідження вказують на те, що більшість насильства з боку інтимного партнера над чоловіками відбувається в контексті жертви. Систематичний огляд літератури 2010 року про вчинення жінками насильства з боку інтимного партнера виявив, що гнів, самозахист і помста були поширеними мотивами, але розрізнити самозахист і помсту було важко. Інші дослідження показують, що лише невелика частина жінок вважає насильство з боку інтимного партнера самообороною. Наприклад, у дослідженні 1978 осіб в Англії, проведеному в 1996 році, 21% жінок, які зізналися у вчиненні насильства з боку інтимного партнера, назвали причиною самооборону. Більш поширеними причинами були «Дзвонити» (53%), «Щось сказав» (52%) і «Змусити щось зробити» (26%). У п’ятирічному дослідженні 978 студентів коледжу з Каліфорнії, проведеному в 1997 році, Мартін С. Фіберт і Деніз М. Гонсалес виявили, що рівень насильства з боку інтимного партнера серед жінок становить 20%. У цій групі кривдників попросили вибрати причини, чому вони напали на свого партнера, з можливістю вибрати кілька причин. У розбивці причин найбільш поширеною була «мій партнер не був чутливим до моїх потреб» (46%). Також частіше, ніж самозахист, зустрічаються такі фрази: «Я хотів привернути увагу партнера» (44%) і «Мій партнер мене не слухав» (43%).
Якщо дивитися не тільки на самозахист, то дослідження виявили низку причин насильства з боку інтимного партнера з боку жінок. Описуючи феміністичну теорію, яка розглядає зміцнення патріархату як основну причину насильства з боку інтимного партнера, Мюррей А. Страус пише: «Патріархат і домінування чоловіків у сім’ї однозначно є одними з причин насильства з боку інтимного партнера, але є багато інших. Однак, за рідкісними винятками, поточні програми лікування правопорушників базуються на припущенні, що основною причиною є домінування чоловіків. Таким чином, вони діють на основі помилкового припущення. Ілюстрацією цього хибного підходу до однієї причини є державні програми лікування правопорушників, які забороняють лікування інших причин, таких як неадекватні навички керування гнівом» . У 2006 році Роуз А. Медейрос і Мюррей А. Страус провели дослідження, використовуючи вибірку з 854 студентів (312 чоловіків і 542 жінки) з двох американських університетів. Вони визначили чотирнадцять конкретних факторів ризику, поширених як серед чоловіків, так і серед жінок, які вчиняли насильство з боку інтимного партнера; погане керування гнівом, антисоціальні розлади особистості, прикордонні розлади особистості, модель домінантних стосунків, зловживання психоактивними речовинами, кримінальна історія, посттравматичні стресові розлади, депресія, проблеми зі спілкуванням, ревнощі, сексуальне насильство в дитинстві, стрес і загальне схвалення насильства партнера. Штраус стверджує, що більшість випадків насильства з боку інтимного партнера жінками мотивовано не самообороною, а бажанням контролювати своїх партнерів. У 2014 році дослідження за участю 1104 студентів і студенток старше 20 років показало, що жінки частіше, ніж чоловіки, контролюють і агресивно ставляться до своїх партнерів, частіше демонструють бажання контролювати своїх партнерів і більш схильні до використання фізичної агресії для забезпечення цього контролю. Головний автор дослідження, Елізабет Бейтс, написала: «Це свідчить про те, що насильство з боку інтимного партнера не може бути мотивоване патріархальними цінностями, і його потрібно вивчати в контексті інших форм агресії, що має потенційні наслідки для втручання».
Інші пояснення насильства з боку інтимного партнера як чоловіків, так і жінок включають психопатологію, гнів, помсту, дефіцит навичок, травми голови, біохімічний дисбаланс, почуття безсилля, брак ресурсів і розчарування. Дослідники також виявили кореляцію між доступністю послуг з питань насильства в сім’ї, розширенням доступу до розлучень, вищими доходами жінок, а також покращенням законів і правозастосування щодо домашнього насильства зі зниженням насильства з боку інтимного партнера.

## Критика
Багато критиків відкидають дослідження, на які посилаються активісти з прав чоловіків, і заперечують їхні твердження про те, що таке насильство є гендерно симетричним,, стверджуючи, що MRA зосереджені на насильстві жінок щодо чоловіків випливають із женоненависницької політичної програми, спрямованої на мінімізацію проблеми насильства чоловіків над жінками та підривати послуги жінкам, які потерпають від насильства.
Сучасна література про насильство з боку інтимного партнера містить альтернативні точки зору щодо теорії гендерної симетрії. Огляд 2008 року, опублікований у журналі Violence and Victims, показав, що, хоча менш серйозне ситуативне насильство чи сварка однаково характерні для обох статей, більш серйозні та жорстокі насильства вчиняються чоловіками. Було також виявлено, що фізичне насильство жінок частіше було мотивовано самообороною або страхом, а чоловіки – контролем. Систематичний огляд журналу Trauma Violence Abuse за 2011 рік також показав, що поширеними мотивами домашнього насильства між жінками та чоловіками були гнів, потреба уваги або реакція на насильство з боку партнера. Інший огляд 2011 року, опублікований у журналі Aggression and Violent Behavior, також виявив, що, хоча незначне домашнє насильство було однаковим, більш серйозне насильство вчинялося чоловіками. Також було виявлено, що чоловіки частіше били, давили або душили своїх партнерів, тоді як жінки частіше кидалися у свого партнера речами, били ляпаса, ногою, кусали, кулаком або били предметами.
Дослідники також виявили різні результати у чоловіків і жінок у відповідь на насильство з боку інтимного партнера. Огляд 2012 року в журналі Psychology of Violence показує, що жінки страждають непропорційно внаслідок інтелектуального насилля, особливо з точки зору травм, страху та посттравматичного стресу.:42–45Огляд також виявив, що 70% жінок-жертв в одному з їхніх досліджень були «дуже налякані» у відповідь на насильство з боку інтимного партнера з боку своїх партнерів, але 85% чоловіків-жертв сказали, що «не відчувають страху». Огляд також виявив, що насильство з боку інтимного партнера сприяло задоволенню стосунками для жінок, але не для чоловіків.
Гендерна асиметрія послідовна висновку уряду. Згідно з урядовою статистикою Міністерства юстиції США, чоловіки-порушники становлять 96% федеральних судових переслідувань за домашнє насильство, але іншому звіті Міністерства юстиції США про випадки домашнього насильства без летальних наслідків з 2003 по 2012 рік зазначено, що 76 відсотків домашнього насильства було скоєно проти жінок і 24 відсотки – проти чоловіків. Доктор Рут М. Манн з Віндзорського університету, експерт із соціології та кримінології, виступила проти теорії гендерної симетрії домашнього насильства на тій підставі, що жінки, а також діти є головними жертвами «щорічної купи» (Coyle, 2001) жертв, які були вбиті інтимними партнерами та батьками по всій Канаді (AuCoin, 2005; Ogrodnik, 2006).

## Правовий активізм
У 2005 році Національна коаліція чоловіків подала позов проти штату Каліфорнія за фінансування притулків для жертв домашнього насильства лише для жінок. У 2008 році Апеляційний суд ухвалив рішення на їх користь і постановив, що виключення чоловіків-жертв порушує права чоловіків на рівний захист і «несе з собою багаж сексуальних стереотипів», оскільки «чоловіки зазнають значного рівня домашнього насильства як жертви». 

## Відповіді
Поліційні служби в кількох місцях розширили свої програми у справах домашнього насильства та підрозділи реагування, намагаючись боротися з домашнім насильством проти чоловіків. У Великій Британії були створені прихистки спеціально для чоловіків; станом на 2010 рік в Англії та Уельсі існує шістдесят притулків для чоловіків, у порівнянні з 7500 місцями для жінок.
Поліційна служба Північної Ірландії також проводить кампанію з поширення обізнаності про проблему віктимізації чоловіків і сприяння звіту про інциденти. Перший у країні притулок для чоловіків, які постраждали від насильства, Men's Aid NI, відкрився на початку 2013 року. Голова Пітер Морріс зауважив: «Домашнє насильство щодо чоловіків може приймати різні форми, включаючи емоційне, сексуальне та фізичне насильство та погрози насильства. Це може статися в гетеросексуальних і одностатевих стосунках і, як і у випадку з домашнім насильством над жінками, може залишатися здебільшого неповідомленим» .

## Історія

### Правові та соціальні заходи
Насильство з боку інтимного партнера проти чоловіків не вважалося таким грубим та видатним, як проти жінок, як у суспільстві загалом, так і в судах. У той час, як чоловіки, які били своїх дружин, отримували суворі покарання від суддів, жінки, які били своїх чоловіків, часто не отримували покарання практично зовсім, а деяким навіть аплодували судді та сторонні перехожі, які вважали таку поведінку відповідним дисциплінарним заходом. Суспільні гендерні та шлюбні очікування були доречними в цих розбіжностях; багато суддів і газетні статті жартували, що чоловіки, які зазнали насильства з боку інтимного партнера, були «слабкими, жалюгідними та жіночими». Чоловіків, побитих дружинами, вважали «настільки нечоловічими, що вони не заслуговують на турботу чи захист суспільства». Протягом 1900-х років жінки, які чинили фізичне насильство над своїми чоловіками, отримували суворіші покарання від суддів у надії запобігти тому, що сприймалося як несприятливий результат руху за права жінок.

## Подальше читання
- Brush, Lisa D. (2004). Battered Husband Syndrome. У Kimmel, Michael (ред.). Men and Masculinities: A Social, Cultural, and Historical Encyclopedia, Volume I. Santa Barbara, Calif.: ABC-CLIO. с. 62–64. ISBN 978-1-57-607774-0.